# Wachturm Möhlin-Untere Wehren

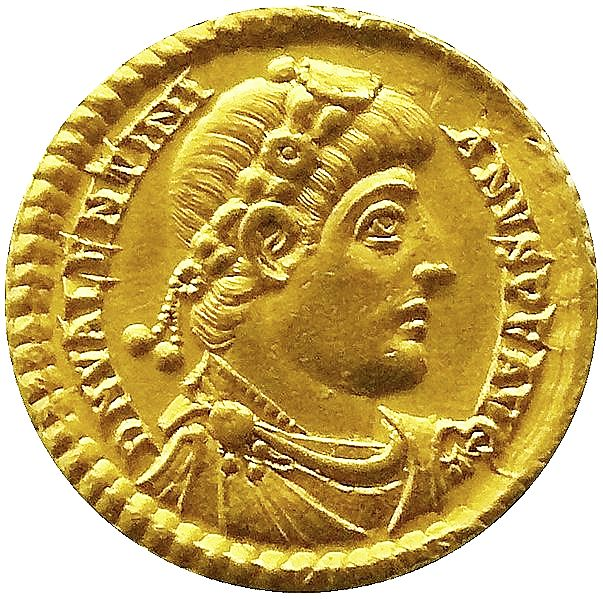
Solidus Valentinians I.

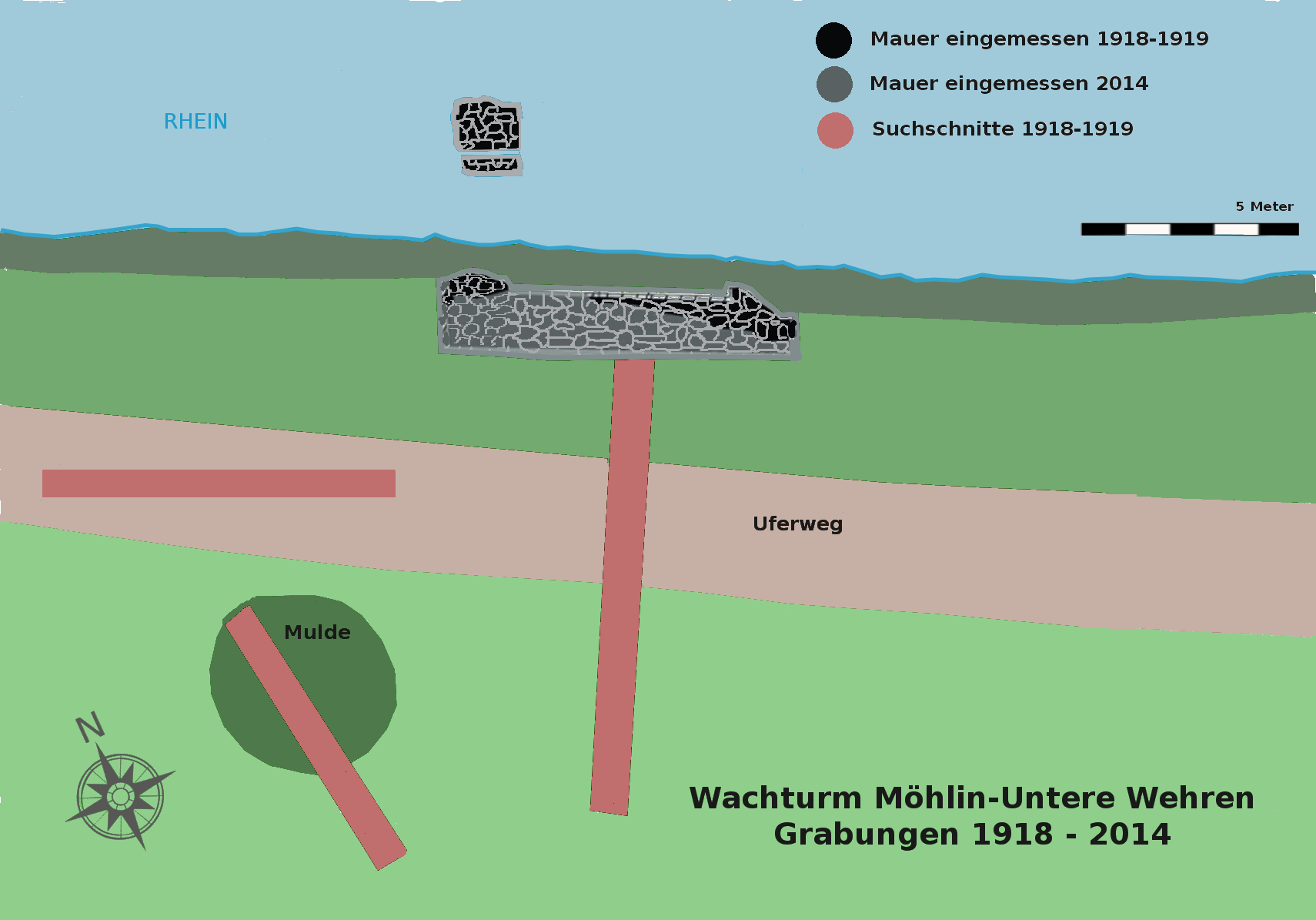
Befundskizze 1918–2014

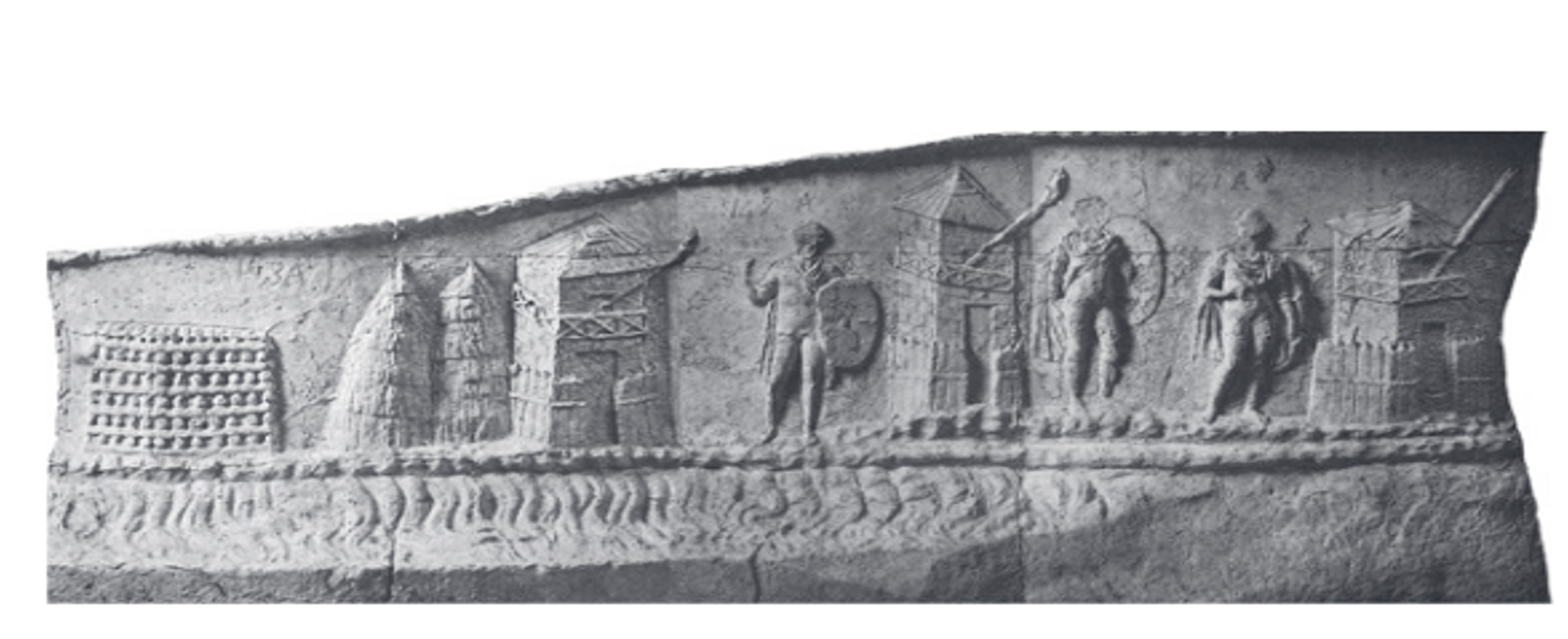
Abbildungen von Wachtürmen an der Trajanssäule, daneben Heu- und Strohschober als Futtervorräte für Pferde und ein Holzstapel zur Signalübermittlung

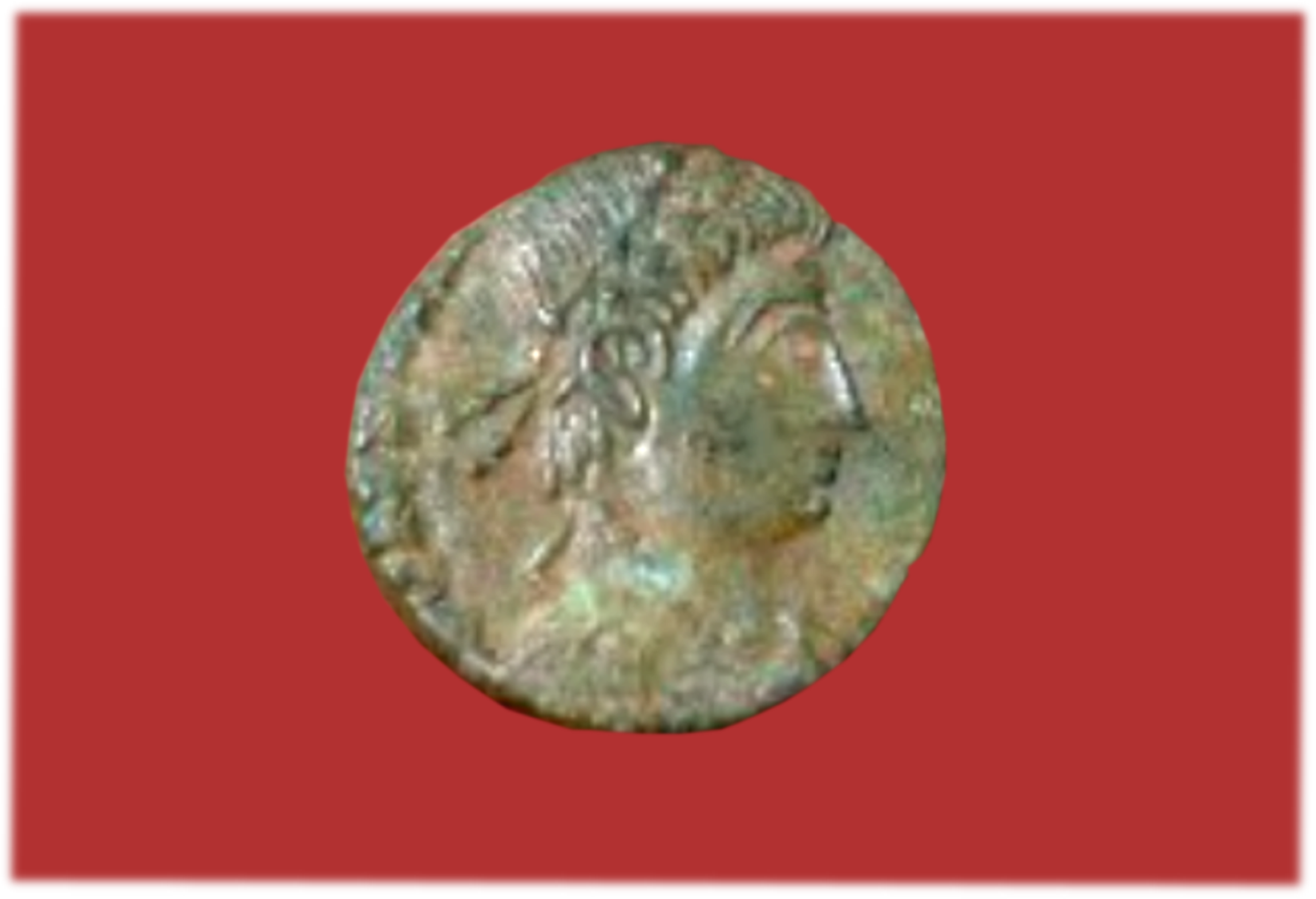
Bronze-As des Constantius

Der Wachturm Möhlin-Untere Wehren war Bestandteil des römischen Donau-Iller-Rhein-Limes und befindet sich auf dem Gebiet der Gemeinde Möhlin im Kanton Aargau in der Schweiz.
Die spätantiken Wachtürme am Hochrhein zählen zu den bedeutendsten römischen Hinterlassenschaften auf dem Staatsgebiet der heutigen Schweiz. Sie wurden im 3. und 4. Jahrhundert errichtet und waren Teil einer Überwachungs- und Alarmkette, die das südliche Rheinufer gegen Invasoren aus dem freien Germanien sichern sollte. Im Kanton Aargau konnten bislang rund 30 Wachtürme und andere militärische Anlagen aus römischer Zeit identifiziert werden, die zur Festungslinie des Rheinlimes zählten. Vom Wachturm hat sich lediglich die südliche Längsmauer erhalten, der Rest des Gebäudes wurde über die Jahrhunderte vom Rhein unterspült und zerstört. Die Ruine wurde bereits im 19. Jahrhundert beschrieben und offenbar zur Gewinnung von Baumaterial fast zur Gänze abgebrochen. Anfang des 20. Jahrhunderts wurde sie gründlicher untersucht. Danach geriet er wieder in Vergessenheit, bis er zu Beginn des 21. Jahrhunderts erneut freigelegt und konserviert wurde. Bei den jüngsten Grabungen zeigte sich, dass auch noch Reste des Mauerschutts sowie Abfallschichten aus der Benutzungszeit des Wachturms erhalten geblieben sind.

## Lage
Seine Überreste befinden sich in einer Flussbiegung, direkt an einer steil abfallenden Böschung des südlichen Rheinufers. Eine noch etwas präzisere Beschreibung verfasste im 19. Jahrhundert Samuel Burkart, der den Wachturm: «...gegenüber dem Hösligraben, etwas unterhalb des Einflusses der Wehra [in den Rhein]...» verortete. Von diesem Standort konnte man das gegenüberliegende Ufer und das Mündungsgebiet der Wehra gut einsehen. Neben dem an der Untere Wehren wurden bei Möhlin noch zwei weitere Exemplare entdeckt, zu denen auch Sichtverbindung bestand. Dies waren der ca. 1,5 km entfernte Wachturm Möhlin-Fahrgraben und der 2 km entfernte Wachturm von Wallbach-Stelli. Alle sind über den Flussuferweg gut zu erreichen. Der Abschnitt der Rheingrenze bei Möhlin gehörte in der Spätantike zur Provinz Maxima Sequanorum.

## Forschungsgeschichte
Die «Warte gegenüber dem Schloss bei Oberschwörstadt» ist seit 1871 durch Beschreibungen von Ferdinand Keller (1800–1881) und Pfarrer Samuel Burkart (1881–1969) einer breiteren Öffentlichkeit bekannt. Laut Keller war der «...hart am Rheinbord liegende Mauerstock...»  im Jahr 1871 an der Basis noch rund 14 Fuss lang und etwa 2½ Fuss hoch. Burkart hielt u. a. fest, dass die Ruine im letzten Drittel des 19. Jahrhunderts noch wesentlich besser erhalten war: «Vor einigen Jahrzehnten soll der Turm noch eine ziemliche Höhe gehabt haben, dann wurden Teile davon abgesprengt und das gewonnene Material zur Verbesserung des vorbeiführenden Strässchens verwendet». Weiters schrieb er, dass: «...die westliche [= südliche] Mauer...» eine Länge von 9 Meter und eine Breite von 1,6 Meter hatte. «Die östliche [= westliche] Mauer ist abgesunken und liegt als kompaktes Stück an der Halde des Rheinufers.» Im Zusammenhang mit der Konstruktionsweise verweist Burkart auch auf Ähnlichkeiten zum Turm bei Möhlin-Fahrgraben, demzufolge waren im Fundament aber keine «Luftzüge», d. h. von der vergangenen Holzarmierung zurückgelassene Hohlräume, sichtbar. Systematisch untersucht und dokumentiert wurde die Turmstelle von 1918 bis 1919, im Auftrag von Karl Stehlin (1859–1934) und Jakob Villiger, Schweizerische Gesellschaft zur Erhaltung historischer Kunstdenkmäler. Hinweise auf eine  –  wie in Koblenz – mittelalterliche Nutzung des Wachturms fehlen. Die Ruine geriet danach rasch wieder in Vergessenheit und liess sich wegen Angabe fehlerhafter Koordinaten und starken Bewuchses 2014 nur schwer lokalisieren.
Im Rahmen des Projektes «Erforschung, Sanierung und mise en valeur der spätantiken Wachtürme im Kanton Aargau» wurden 2014 römische Mauerreste bei Möhlin (AG) gereinigt, dokumentiert und analysiert. Die Feldarbeiten in Möhlin-Untere Wehren erfolgten zwischen Juni und Juli 2014 durch Studierende und Mitarbeiter der Universität Basel. Hauptaufgabe war –  neben der Dokumentation der antiken Bausubstanz sowie der vorangegangenen Restaurierungsmassnahmen (Vermessen, Zeichnen, Photographieren, Beschreiben, Erstellen von 3D-Scans und von photogrammetrisch entzerrten Maueransichten) – das Entfernen der Vegetation, die Reinigung und Konservierung des Mauerwerks, sowie die Freilegung des Aufgehenden bzw. des obersten Teils des Fundamentes. Des Weiteren wurden auch Feldbegehungen in der näheren Umgebung der Turmstelle durchgeführt. Nach der Begutachtung zeigte sich, dass der von Karl Stehlin angegebene «Thatbestand» der Bausubstanz sich nicht wesentlich geändert hatte. Es war sogar noch wesentlich mehr Bausubstanz vorhanden als erwartet. Erhalten geblieben waren nicht nur der eigentliche Mauerkern, sondern auch Teile der inneren und äusseren Mauerschale respektive auch einige Lagen des aufgehenden Mauerwerks. Beim Abgraben der etwa 0,2 Meter mächtigen Humuskante an der Landseite der Südmauer stieß man auch auf die Reste von Mauerschutt und antiken Abfallschichten. Diese wurden jedoch aus konservatorischen Gründen noch nicht vollständig untersucht. Auch auf das Anlegen von Sondierschnitten wurde deswegen verzichtet. Wichtig war bei den Sanierungsarbeiten am Turm von Möhlin-Fahrgraben, im Vergleich mit noch zwei anderen spätantiken Türmen im Kanton Aargau, die Erkenntnis, dass die unter Valentinian I. errichteten Türme zwar viele Gemeinsamkeiten aufweisen, aber in Bezug auf ihre Konstruktion doch einen sehr individuellen Charakter haben, wie z. B. in Bezug auf die Grösse oder das Vorhandensein von Holzarmierungen im Fundamentbereich.

### Fundspektrum
Die Grabung und Sanierung von 2014 haben eine wesentliche Erweiterung des bislang bekannten, nur sehr dürftigen Fundspektrums erbracht. Von den wenigen römerzeitlichen Funden aus den Altgrabungen sind eine Reibschale aus dem 3. oder 4. Jahrhundert sowie die Scherbe einer südspanischen Olivenölamphore (Typ Dressel 23), die vom 3. bis ins frühe 5. Jahrhundert verwendet wurde, erwähnenswert. Die Neufunde (Keramik) waren meist sehr kleinteilig und stark verrundet. Es handelte sich um Keramik vom 1. bis zum 4. Jahrhundert (späte Rheinzabernware und Argonnensigillata). Darunter waren die Reste eines «germanischen Kochtopfs» mit Lippe aus grauschwarzen Ton, ohne Glimmerpartikel, geglättet, mit Russ- und Breiresten auf der Aussenseite. Unter den Kleinfunden sind auch der Boden eines Glasbechers aus dem 4. Jahrhundert sowie eine Bronzemünze erwähnenswert. Es handelt sich um ein kaum abgegriffenes As aus der Zeit von Constantius II. (337–361), das zwischen 347 und 348 n. Chr. in Lugdunum geschlagen wurde. Unter den in das 4. Jahrhundert datierbaren Tierknochen wurden nur Haustiere, aber kein Wild nachgewiesen (Pferd, Schaf, Ziege, Schwein und Rind). Auch an den anderen spätrömischen Fundstellen der Region (Castrum Rauracense und Getreidespeicher Rheinfelden-Augarten West) fanden sich nur wenige Wildtierknochen. Die Jagd scheint in der spätantiken Nordwestschweiz – anders als den östlich angrenzenden Provinzen – bei der Nahrungsbeschaffung keine große Bedeutung gehabt zu haben. Das Fehlen von Jagdtieren könnte auch den niedrigen Rang der hier stationierten Soldaten widerspiegeln. Drei Röhrenknochenfragmente wurden der Gattung der Equiden zugeordnet, vielleicht die Überreste von Reittieren. Die Pferdeknochen könnten für nichtrömische Ernährungsgewohnheiten der dortigen Besatzung sprechen, denn unter den Germanen war der Verzehr von Pferdefleisch nicht tabuisiert wie bei den Römern. Freilich ist nicht gesichert, ob es sich dabei tatsächlich um Speiseabfälle handelt. Auch der Anteil der germanischen Söldner war unter den spätantiken Grenzwachen (Limitanei) relativ hoch.

## Entwicklung
Der Turm entstand wohl um das Jahr 370 als Teil der Grenzverstärkung gegen die Alamannen nördlich des Rheins. Mit dem Abzug der Armee vom Obergermanisch-Raetischen Limes verlegten die Römer um 260 n. Chr. die nördliche Reichsgrenze wieder an die Ufer der Flüsse Rhein (Rhenus), Donau (Danuvius) und Iller (Hilaria) zurück. Nach der Errichtung von ersten Befestigungsanlagen im späten 3. und in der ersten Hälfte des 4. Jahrhunderts liess Kaiser Valentinian I., wohl von 369 bis 374, zwischen Basel (Basileum) bis an den Bodensee (Lacus Brigantiae) zur Verstärkung des Limes (ripa) weitere 50 Wachtürme  (turres) und Kastelle (castra) errichten. Sie standen in Sichtverbindung zueinander und dienten zur Überwachung des Verkehrs auf dem Rhein und im Alarmfall zur Signalweitergabe an die in den Rheinkastellen stationierten Truppen (Riparenses). Diese standen in diesem Abschnitt unter dem Befehl des Dux provinciae Sequanicae. Im Winter 401/402 n. Chr. mussten die meisten Einheiten wieder von der Rheingrenze abgezogen werden, um Italien, das Kernland Westroms, gegen die Visigoten unter Alarich verteidigen zu können. Die Rheintürme wurden danach nicht wieder besetzt und dem Verfall preisgegeben. 2013 feierte die Ortsbürgergemeinde Möhlin ihr 100-jähriges Bestehen und gewährte aus diesem Anlass einen Kredit für die Sanierung der auf ihrem Gemeindegebiet befindlichen Anlagen. Das Gelände des Wachturms befindet sich heute im Besitz des Kraftwerkbetreibers Ryburg-Schwörstadt AG. Im  Kanton Aargau sind bislang 30 römische Wachtürme und andere Militäranlagen des spätrömischen Donau-Iller-Rheinlimes lokalisiert worden.

## Wachturm
Es handelte sich hierbei um einen in Steinbauweise errichteten Turm oder Burgus mit quadratischer Grundfläche von etwa 9 × 9 Metern. Die stromseitigen Mauern wurden im Laufe der Zeit vom Rhein unterspült und fast vollständig zerstört.
Das von Burkart erwähnte Fragment der Westmauer sowie Teile der inneren (rheinseitigen) Mauerschale des südlichen Mauerfundaments sind durch Hangerosion und Frostsprengungen verschwunden. Der Befundplan Stehlin's von 1919 zeigt, dass von der in den Fluss abgerutschten Westmauer noch ein größeres Fragment erhalten bzw. sichtbar war. Denkbar ist, dass es sich noch in situ, d. h. im zwischenzeitlich durch das Kraftwerk Rheinfelden höher aufgestauten Rhein befindet. Eine Begehung im Jahr 2015 zeigte, dass die fluviale Erosion auch durch Biberhöhlen beschleunigt wird. Erste Risse im Gussmauerwerk der konservierten Südmauer lassen befürchten, dass ihr Erhalt längerfristig nur durch eine bauliche Stabilisierung der Uferböschung möglich ist.
Der südliche Teil des Fundaments hat eine Länge von 9 Metern. Sein sehr hartes Gussmauerwerk (opus caementitium) ist mit vereinzelten Ziegelsplittern, Knochenfragmenten und Stroh durchsetzt. Die Beimengung dieser organischen Materialien sollte kleine Feuchtigkeitsspeicher kreieren, die  ein zu rasches Austrocknen des Mörtels und die damit verbundene Bildung von Rissen verhinderten. Von der westlichen und östlichen Ecke sind nur noch Ansätze vorhanden. Erhalten geblieben sind hingegen Fragmente der inneren Mauerschale des 1,6 Meter breiten und mindestens 0,7–0,8 Meter hohen Fundaments sowie – zumindest partiell – die erste bzw. zweite Steinlage der landseitigen Verschalung des aufgehenden Mauerwerks. Letztere besteht aus ungewöhnlich grossen Bruchsteinen aus Muschelkalk und war ursprünglich verputzt. Begünstigt wurde die Zerstörung der rheinseitigen Mauerschale durch den Hohlraum, der im Laufe der Zeit beim Vermodern des äussersten, parallel zum Fundament verlegten Einlageholzes entstand. Die Holzarmierung ist heute komplett verschwunden, ihre Konstruktionsweise liess sich auch anhand des 0,5 Meter langen, noch erhaltenen Teils der Westmauer nicht mehr nachvollziehen. Es handelte sich offenbar um schmale, sehr knapp beieinander liegende Rundhölzer, die in der Mauerflucht verlegt waren. Durch ihren Einbau konnte an Steinen und Mörtel gespart werden, zudem trocknete letzterer schneller aus. Stehlin wies explizit darauf hin, dass das von Burkart behauptete Fehlen einer Holzarmierung nicht zutreffend war. Die nach Stehlin «...ganz sinnlose Anordnung des Balkenrostes...» ist damit zu erklären, dass der aus einer mindestens 0,8 Meter breiten Schwemmsandschicht bestehende Baugrund von den Arbeitern nicht mit vorher eingerammten Pfählen (Piloten) stabilisiert wurde.
Eindeutige Hinweise auf ein umgehendes Wall-Graben-System bzw. eine Palisade fehlen. Eine rund 10 Meter von der Südmauer entfernt liegende Mulde war mit holzkohlehaltigen Sedimenten verfüllt. Vielleicht stand hier einst ein Holzstoss oder Strohhaufen mit dem die Besatzungen der nächstgelegenen Türme und Kastelle mit Rauch- und Feuerzeichen alarmiert werden konnten. Eines der Reliefs auf der Trajanssäule (113 n. Chr.) zeigt Wachtürme an der unteren Donau, daneben Heu- oder Strohschober für die Versorgung der Pferde und ein Holzstoss für Feuersignale. An jedem Turm ist eine Fackel angebracht, die wohl ebenfalls zur Nachrichtenübermittlung diente. So ähnlich könnten auch die spätantiken Exemplare am Rhein ausgesehen haben.

## Hinweis
Die Turmstelle ist für Besucher jederzeit frei zugänglich und mit einer Infotafel versehen. Das Besteigen der Ruine, das Entfachen von Feuer, das mutwillige Beschädigen des Mauerwerks sowie Bodeneingriffe sind untersagt. Bei Unfällen wird jede Haftung abgelehnt.